# شان کامرون مایکل
آدیتیا سیال (به انگلیسی: Sean Cameron Michael) (زاده ۲۴ دسامبر ۱۹۶۹) بازیگر اهل آفریقای جنوبی است.
از کارهای معروف او می‌توان به بازی در فیلم ساخت مهاتما اشاره کرد.